# Fabrizio Ficini
Fabrizio Ficini (Empoli, 11 ottobre 1973) è un ex calciatore italiano, di ruolo centrocampista difensivo.

## Carriera
La sua carriera è passata in maggior parte nella squadra toscana di Empoli (14 stagioni, cinque in Serie A, quattro in Serie B e cinque in Serie C1, con all'attivo tre promozioni in massima serie), all'infuori di tre esperienze: alla Fiorentina, al Bari e alla Sampdoria (in due differenti periodi).
Dal gennaio 2008 gioca per la Pistoiese nel campionato di Serie C1.
Ad agosto 2008 partecipa al ritiro con i disoccupati a Coverciano, dove trova anche Francesco Baiano e Giacomo Banchelli. Il 24 settembre 2008 firma con il Montemurlo.
In carriera ha totalizzato complessivamente 163 presenze in Serie A e 129 in Serie B.

## Palmarès
- Campionato italiano di Serie B: 1

Empoli: 2004-2005